# Efraín Contreras
Efraín Daniel Contreras (Maracay, 6 de febrero de 1987) es un beisbolista venezolano que juega como jardinero en Caimanes de Barranquilla de la Liga Colombiana y la Selección de béisbol de Colombia, estuvo entre el 2003 y 2010 en las Ligas Menores de Béisbol con Cincinnati Reds

## Carrera en Ligas Menores
Estuvo entre el 2004 y 2007 en la Venezuelan Summer League para los Cincinnati Reds en Ligas Menores disputó 168 juegos, anotó 115 carreras, 169 hits, 29 dobles, 4 triples, 17 jonrones, 86 carreras impulsadas. En 2008 estuvo en Sarasota Reds y GCL Reds acumulando 48 juegos, donde anotó 21 carreras, 40 hits, 12, dobles, 1 triple, 2 jonrones, 34 carreras impulsadas. Luego de cerrar el 2009 con promedio de bateo .301 AVG en Billings Mustangs disputó 6 juegos en Caribes de Anzoategui en la Liga Venezolana de Béisbol Profesional y pasó en el 2010 al Dayton Dragons y Lynchburg Hillcats en Clase A y Clase A+ disputó 86 carreras, anotó 26 carreras, 50 hits, 9 dobles, 4 jonrones y 23 carreras impulsadas.

## Logros
- Liga Colombiana de Béisbol Profesional:
  - Campeón (2) 2013/14 y 2015/16 con Tigres de Cartagena y Caimanes de Barranquilla
  - Subcampeón 2012/13 con Tigres de Cartagena
  - Mejor bateador 2017/18 con Caimanes de Barranquilla
  - Mejor Jardinero derecho 2014/15 con Tigres de Cartagena
  - Más hits 2017/18 con Caimanes de Barranquilla
  - Bateador de la semana 8 2016/17 con Caimanes de Barranquilla

- Juegos Centroamericanos y del Caribe:
  -  Medalla de bronce: 2018.

- Juegos Bolivarianos:
  -  Medalla de oro: 2017

- Campeonato Sudamericano de Béisbol:
  -  Campeón: 2015.
  -  Tercer lugar: 2016.
  - Jugador más valioso: 2015